# تو ریورز (کالیفرنیا)
تو ریورز (به انگلیسی: Two Rivers) یک منطقهٔ مسکونی در ایالات متحده آمریکا است که در شهرستان پلوماس، کالیفرنیا واقع شده‌است. تو ریورز ۱٬۳۱۸ متر بالاتر از سطح دریا واقع شده‌است.